# Esferoplasto

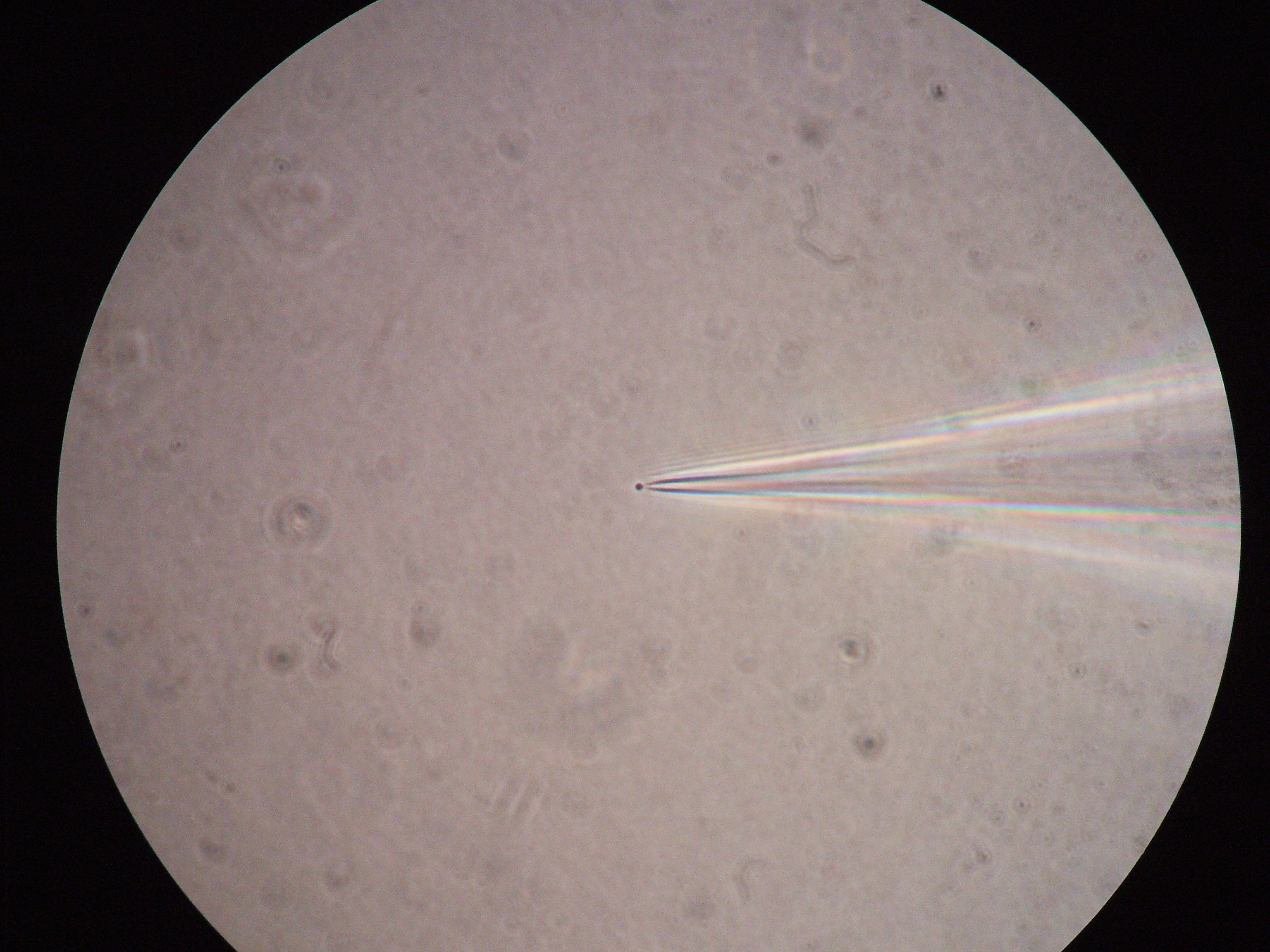
Esferoplasto de Escherichia coli adsorbido a un micromanipulador (pipeta).

Un esferoplasto es una célula bacteriana desprovista de la mayor parte de su envoltura celular bacteriana mediante la adición de una penicilina. Los esferoplastos son muy frágiles y sensibles al estrés osmótico; tanto es así que se produce su lisis celular al transferirlos a un medio hipotónico.
Los esferoplastos de algunas bacterias Gram negativas han sido empleados en investigación científica para dilucidar los mecanismos de acción de los canales iónicos de su membrana biológica mediante la técnica del patch clamp, originalmente diseñada para estudiar la excitabilidad de células nerviosas como las neuronas. Para el análisis de los esferoplastos bacterianos, se crecen las células en presencia de inhibidores de la división celular, de modo que crezcan pero que no se dividan. Esto acentúa notablemente su tamaño y modifica su forma hasta estructuras bacilares. En este punto, se añade la penicilina, lo que provoca el debilitamiento de la pared y el colapso de la estructura hasta una forma esférica más estable (con menor proporción superficie/volumen), forma cómodamente analizable mediante patch-clamp. Es común que la bacteria sometida a este proceso haya sido modificada genéticamente añadiendo un gen para un canal iónico sobreexpresado, lo que aumenta su abundancia y facilita su análisis. Esta técnica ha sido empleada E. coli a fin de estudiar los canales mecanosensitivos (MscL, MscS, and MscM) desde 1987. El sistema se ha extendido para el análisis de canales heterólogos; los esferoplastos gigantes de E. coli son un modelo de expresión comparable al del oocito de anfibio Xenopus
También es posible crear esferoplastos de levaduras como Saccharomyces cerevisiae mediante el empleo de enzimas como la zymolasa